# Eilica chickeringi
Eilica chickeringi är en spindelart som beskrevs av Norman I. Platnick 1975. Eilica chickeringi ingår i släktet Eilica och familjen plattbuksspindlar.
Artens utbredningsområde är Panama. Inga underarter finns listade i Catalogue of Life.